# Eric Valentine
Eric Valentine est un producteur musical nord-américain. Il a commencé sa carrière comme batteur et producteur du groupe de heavy metal T-Ride. Il a ensuite produit les albums d'artistes tels que Lostprophets, Taking Back Sunday, Nickel Creek, Queens of the Stone Age, Third Eye Blind, Smash Mouth, The All-American Rejects et Slash.

## Discographie
- T-Ride (1992) - T-Ride (drummer/producer)
- Interstate '76 (1996) - Bullmark (engineer/mixing)
- Third Eye Blind (1997) - Third Eye Blind
- Fush Yu Mang (1997) - Smash Mouth
- Astro Lounge (1999) - Smash Mouth
- Sonic Jihad (2000) - Snake River Conspiracy
- Smash Mouth (2001) - Smash Mouth
- Songs for the Deaf (2002) - Queens of the Stone Age
- The Young and the Hopeless (2002) - Good Charlotte
- Start Something (2004) - Lostprophets
- The Chronicles of Life and Death (2004) - Good Charlotte
- Deja Vu All Over Again (2004) - John Fogerty (mixing/additional parts on "She's Got Baggage")
- Why Should the Fire Die? (2005) - Nickel Creek
- All Star Smash Hits (2005) - Smash Mouth
- Louder Now (2006) - Taking Back Sunday
- When the World Comes Down (2008) - The All-American Rejects
- Slash (2010) - Slash
- Apocalyptic Love Slash (2012)